# Bhakti yoga

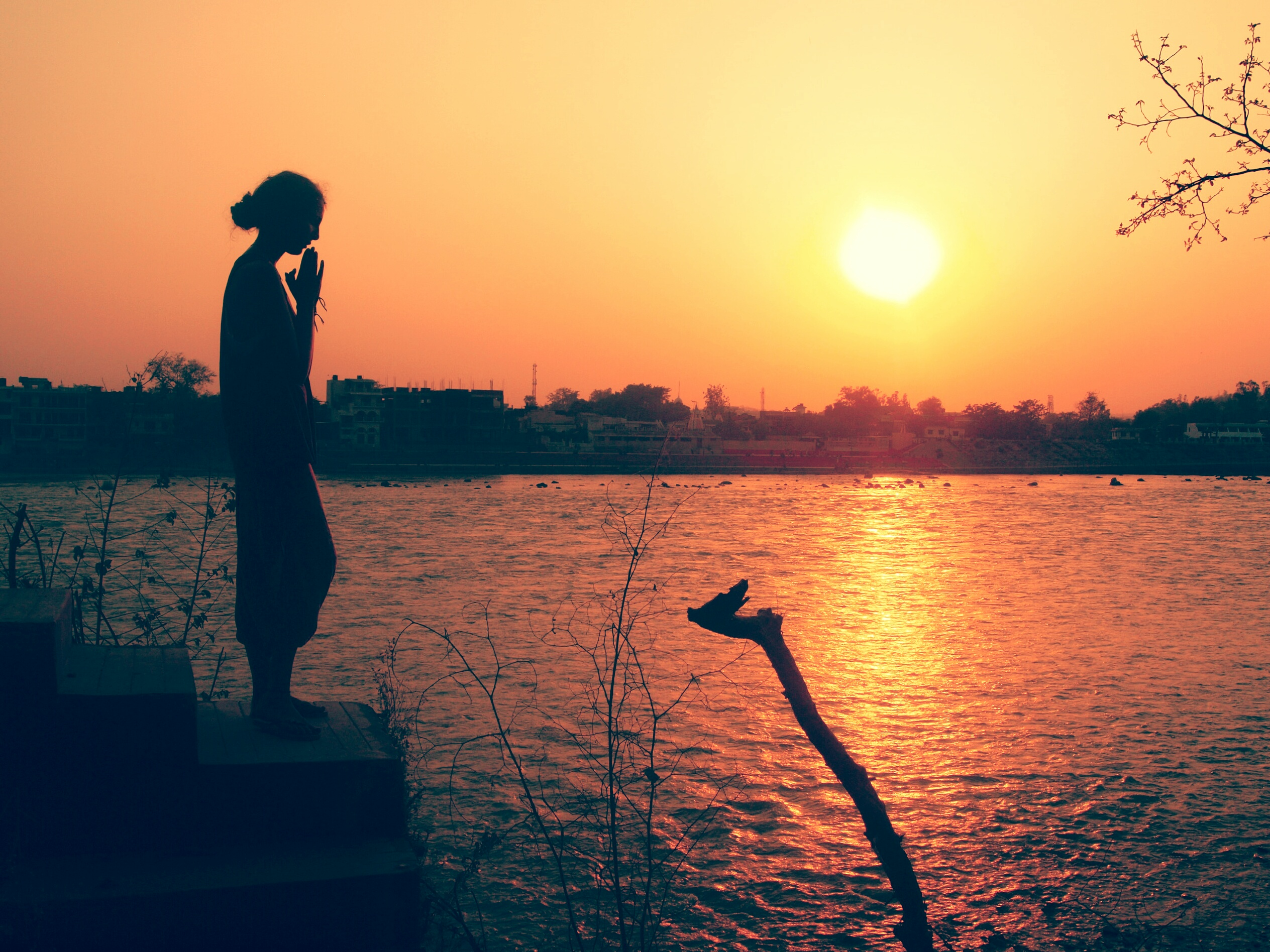

Le Bhakti yoga ou Bhaktiyoga (bhakti est traduit par dévotion) est un terme sanskrit qui désigne l'ensemble des pratiques spirituelles tournées vers la dévotion à la divinité dans l'hindouisme. La Bhagavad-Gîtâ et le Bhâgavata Purâna donnent des explications sur le développement de l'aptitude à la dévotion (bhakti). C'est l'une des voies (mārga), probablement la plus suivie en Inde, de réalisation spirituelle ou de libération (moksha) avec le Jñāna Yoga, Karma Yoga, Raja yoga. En tout, il existe neuf pratiques de Bhakti-Yoga.

## Présentation
Les pratiquants du Bhakti yoga cherchent à entrer en contact avec l'être suprême ou une divinité, au travers de prières ou d'un mode de vie particulier. Les pèlerinages et les poèmes chantés adressés à une divinité font aussi partie du chemin de la dévotion selon l'hindouisme.
Selon David Frawley, « Il existe de nombreuses pratiques de dévotion : la célébration de rituels (pûjâ), les chants de dévotion (kîrtana), réciter les noms de Dieu (japa), méditer sur la forme du Divin (upâsanâ) ou bien prendre diverses attitudes ou états d'esprit de dévotion divine. Ces pratiques sont très diverses mais sont généralement abordées spontanément. Le Bhakti-Yoga possède une certaine liberté ou pouvoir d'inspiration et n'est pas aussi structuré que les autres yogas. Toutefois, pour progresser, la pureté, la bénédiction et le sacrifice au Divin Bien-Aimé sont nécessaires. »
Les textes de base de ce yoga sont les Bhakti-Sûtra attribués à Nârada, un des rishi (sages) des temps védiques, le Bhaktimīmāṃsāsūtra de Shandilya, poète vishnouite, ainsi que la Bhagavad Gita.
Selon Vivekananda : « En Bhakti-Yoga, le secret essentiel est de savoir que les passions, les émotions, les sentiments divers qui sont dans le cœur humain ne sont pas blâmables en eux-mêmes. Il faut seulement les maîtriser soigneusement, et leur donner une direction de plus en plus haute jusqu’à ce qu’ils atteignent le plus haut degré d’excellence. La plus haute direction est celle qui nous conduit à Dieu ».
Selon Jean Herbert : « Si le Jnâna-Yoga est essentiellement moniste et par conséquent réservé, comme voie principale au moins, à une très petite élite, le Bhakti-Yoga au contraire est par excellence un yoga dualiste, dans lequel le yogin ne désire nullement se fondre dans la conscience de l’unité, mais jouir intensément de la présence de Dieu (...). Le bhakti-yogin ne va donc pas chercher à détruire son égoïsme psychologique, son sens de l’individuation, il va essayer de transformer son ego. Il ne va pas chercher à écraser en lui tout attachement, il va s’efforcer de transférer ses affections à sa divinité d’élection, à son ishta (Ishtadevata). »

## Bhakti yoga et Bhagavad-Gita
« Lesquels sont les plus grands yogins, demande Arjuna, ceux qui T’adorent avec une attention constante ou ceux qui adorent l’Indifférencié, l’Absolu ? 
— Et Krishna répond : Ceux qui concentrent leur esprit sur Moi pour M’adorer [en bhakti yoga] avec une éternelle constance, ceux qui sont dotés de la plus haute foi ; ceux-là sont Mes meilleurs fidèles, ils sont les plus grands yogins. Ceux qui adorent l’Absolu, l’Indéfinissable, le Non-différencié, l’Omniprésent, l’Inconnaissable, le Tout en tout, l’Immuable et l’Éternel, en maîtrisant le jeu de leurs organes et en ayant la conviction d’identité avec toute chose, ceux-là aussi [en jñāna yoga], occupés à faire le bien à tous les êtres, viennent jusqu’à Moi seul. Mais pour ceux dont l’esprit s’est donné à l’Absolu non manifesté, la difficulté de la lutte est beaucoup plus grande sur le chemin à parcourir. Ce n’est, en vérité, qu’avec de grandes difficultés que le sentier de l’Absolu non manifesté peut être gravi par un être incarné. Ceux qui, avec une entière confiance en Moi, M’ont consacré tout leur travail pour méditer sur Moi et M’adorer sans aucun attachement à rien d’autre, Je les élève bientôt au-dessus de l’océan des naissances et des morts continuelles puisque leur esprit M’est totalement attaché. »

— Bhagavad-Gita, XII, 1-7.

## Historique de la Bhakti
L'adoration et le culte dévotionnel affectueux d'un dieu personnel - la bhakti - fait partie de la plupart des traditions religieuses. En Inde méridionale, Vers -300, il existait deux mouvements dévotionnels parallèles, le premier centré sur Vishnou et le second sur Shiva.
C'est le mouvement de Vishnou qui s'est répandu au nord de la péninsule, où il se divise lui-même en deux camps, l'un adorant Vishnou sous la forme de son avatar Ramâ, l'autre sous la forme de Krishna.
Parmi les premières écoles, on trouve celle de Vira-Shaiva, au XIIIe siècle. Son fondateur, Basava (1125-1167), rejette le système des castes, nie la suprématie des brahmanes, condamne les sacrifices rituels, accepte les femmes dans son école et insiste sur la bhakti et le culte d'un seul dieu, Shiva. Ses élèves s'appellent des vira-shaivas, ce qui veut dire « les dévots de Shiva ».
L'école Shaiva Siddhanta est une forme de Shivaïsme - ou culte de Shiva - que l'on trouve dans l'Inde du Sud  et qui a été fondée autour de 1300. Selon cette école, Shiva est Dieu, et son amour infini est révélé dans les actes divins de la création, de la conservation et de la destruction de l'univers, et dans la libération de l'âme.
Dans la période entre 1400 et 1650, un grand mouvement pour la bhakti s'étend dans l'Inde du Nord. Les enseignements de ce mouvement sont que les gens peuvent se débarrasser des fardeaux lourds du rituel et de la caste et des complexités subtiles de la philosophie pour simplement exprimer leur immense amour pour Dieu. Cette période est également caractérisée par une profusion de littérature dévotionnelle dans les langues vernaculaires des divers états ou provinces indiens.
Le chef du mouvement de la bhakti se concentrant sur Ramâ est Ramânânda. Il existe peu d'informations à son sujet, mais il est censé avoir prospéré durant la première moitié du XVe siècle. Il enseigne que Ramâ est le seigneur suprême, et que le salut peut être seulement atteint par amour et dévotion pour lui, et par la répétition de son nom sacré. L'ashram Ramânânda à Vârânasî devient alors un centre religieux influent, à partir duquel ses idées vont pénétrer toutes les classes de la société indienne. Une des raisons de sa grande popularité est son abandon du sanskrit au profit des langues vernaculaires pour la composition de ses hymnes. Ceci a préparé le terrain pour la tendance moderne, en Inde du Nord, à utiliser les langues locales pour écrire les textes littéraires.
Les dévots de Krishna l'adorent soit comme un parent, un fils, un enfant, un ami. Sa première épouse et reine Rukminî (Ruksmani) à ses côtés ou comme l'adolescent accompagné de son amour d'enfance et éternelle compagne Râdhâ, considérées toutes deux comme des incarnations partielles de Lakshmi modèle de dévotion. Ces deux principaux systèmes de culte de Krishna se sont développés, chacun avec son propre système philosophique inspiré de Chaitanya.
Vallabhâchârya (1479-1531) appelle son système de pensée Shuddhâdvaita (monisme pur). Selon lui, c'est seulement par la grâce de dieu que l'on peut obtenir la libération et atteindre le paradis de Krishna. Ce paradis est bien au-dessus des « cieux » de Brahmâ, de Vishnou et de Shiva, car Krishna est lui-même le Brahman éternel.
Chaitanya Mahaprabhu (1485-1533) appelle son système de philosophie Achintya Bheda-aBheda (monisme dualisme inconcevable). Il essaye de combiner des éléments du monisme et du dualisme dans un système simple. La philosophie de Chaitanya est l'un des éléments principaux du système de croyance contemporain nommé Association internationale pour la conscience de Krishna (AICK), plus connu d'après le mantra de Chaitanya comme le mouvement de Hare Krishna.
Cependant, au-delà des écoles et mouvements formels, le développement de la bhakti comme forme importante de pratique hindouiste a laissé une trace indélébile sur la foi. La spéculation philosophique a toujours été la préoccupation d'une minorité, en Inde comme ailleurs. Cependant, La pratique de la bhakti ou de la dévotion est immédiatement accessible à tous.